# Duracell

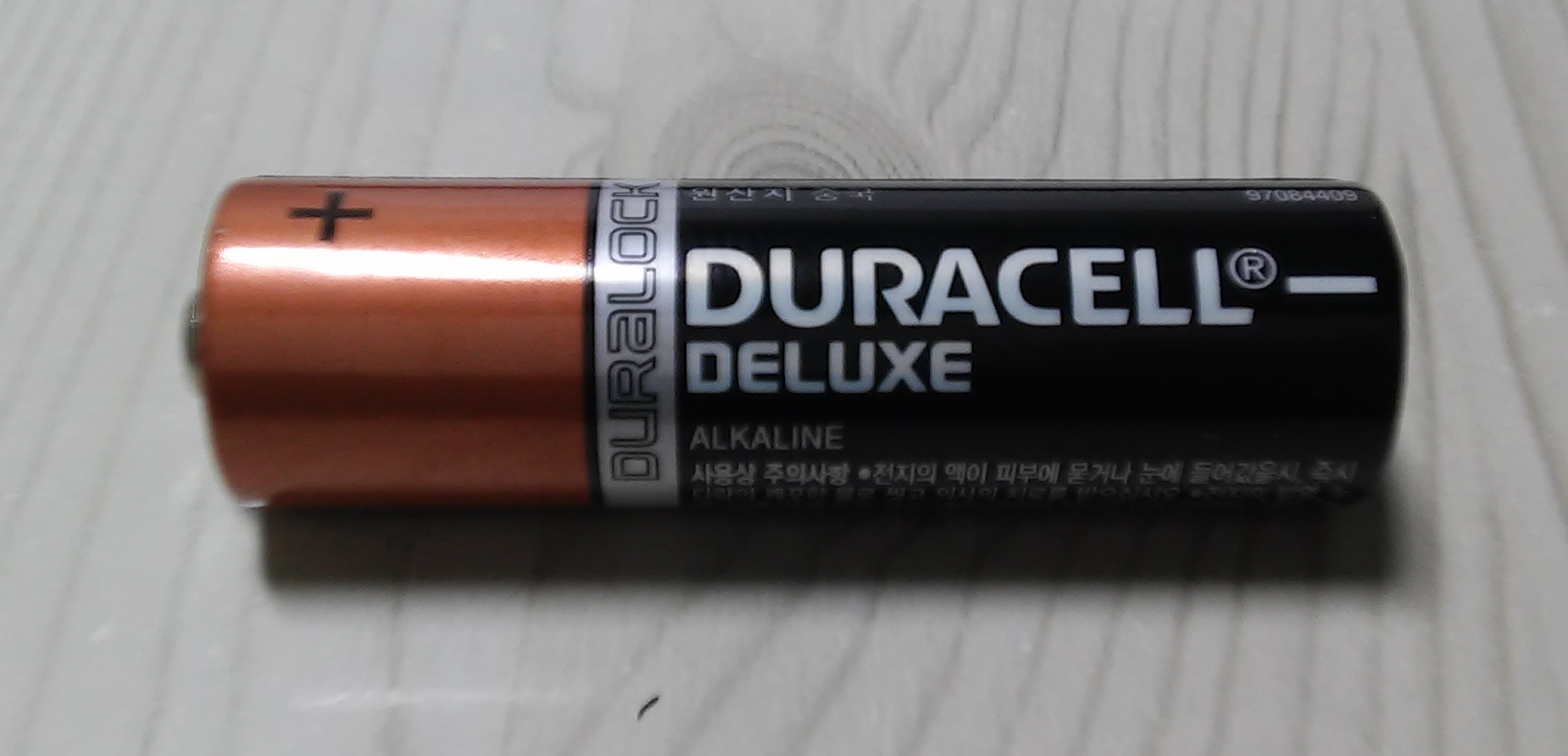
Batteria Duracell

Duracell è una impresa statunitense fondata nel 1924 da Samuel Ruben e
Philip Rogers Mallory. Il marchio appartiene alla Berkshire Hathaway, ed è usato  principalmente per la produzione di batterie, ma viene anche usato per prodotti come torce elettriche e caricabatterie. Il nome Duracell deriva dall'inglese "durable cell" ovvero tradotto in italiano "batteria di lunga durata".

## Storia
Duracell nacque su iniziativa di Samuel Ruben, scienziato, e l'imprenditore Philip Rogers Mallory, nel 1924 con la denominazione Mallory Company e con l'iniziale scopo di estrarre mercurio per uso militare.
Nel 1950 la Kodak commercializzò un nuovo tipo di macchina fotografica con flash che però aveva bisogno di batterie capienti, così la Mallory Company produsse la prima pila alcalina in formato AAA che venne commercializzata con il marchio commerciale Mallory.
Nel 1964 fu presentato il marchio Duracell, dal 1965 le batterie vengono fornite direttamente ai produttori per dispositivi portatili che rivendono al singolo consumatore come Polaroid, Kodak e Agfa.
Nel 1969 Duracell fa parte della missione Apollo 11 diventando la prima batteria sulla luna.
Nel 1971 Duracell introduce i classici colori nero e rame.
Dal 1973 l'icona di Duracell diventa un coniglietto rosa, ideato dalla compagnia pubblicitaria di New York Dancer Fitzgerald Sample.
Nel 2010 commercializza MyGrid, una tavoletta che permette di ricaricare cellulari (BlackBerry, Motorola, Nokia, IPhone)  e dispositivi come l'iPod touch semplicemente poggiandoli sopra (se dotati di custodia apposita).
Nel 2016 la Duracell è stata acquistata dall'azienda Berkshire Hathaway.

## Prodotti
Duracell produce batterie alcaline in diverse misure, tra cui AAA, AA, C, D da 1,5 volt, da 4,5 volt, quadrate da 9V, a bottone.
Negli ultimi tempi l'azienda ha esteso la propria gamma di prodotti aggiungendo alla lista sistemi di alimentazione per dispositivi portatili, tra cui notebook, fotocamere e videocamere digitali, lettori DVD portatili, lettori MP3, palmari, smartphone e anche schede di memoria.
Anche in Italia, dal 2014, commercializza accumulatori per l'avviamento di autovetture e veicoli industriali.